# Jafit
Jafit (hebrejsky יַפִית, doslova „Krásný“, pojmenováno ale podle Josiho Jafeho - יוסי יפה- aktivisty hnutí mošavů a vojáka izraelské armády který padl ve službě v roce 1977, v oficiálním přepisu do angličtiny Yafit) je zemědělská osada typu mošav a izraelská osada na Západním břehu Jordánu v distriktu Judea a Samaří a v Oblastní radě Bik'at ha-Jarden.

## Geografie
Nachází se v nadmořské výšce 245 metrů pod úrovní moře ve střední části Jordánského údolí, cca 23 kilometrů severně od centra Jericha, cca 40 kilometrů severovýchodně od historického jádra Jeruzalému a cca 66 kilometrů východně od centra Tel Avivu.
Na dopravní síť Západního břehu Jordánu je napojena pomocí dálnice číslo 90 (takzvaná Gándhího silnice), hlavní severojižní dopravní osy Jordánského údolí. Z ní nedaleko od Jafitu odbočuje k východu lokální silnice číslo 505, která vede do města Ma'ale Efrajim. Jafit leží cca 5 kilometrů od řeky Jordán, která zároveň tvoří mezinárodní hranici mezi Izraelem kontrolovaným Západním břehem Jordánu a Jordánským královstvím.
Vesnice je součástí územně souvislého pásu izraelských zemědělských osad, které se táhnou podél dálnice číslo 90. Západně od obce se zvedá z příkopové propadliny Jordánského údolí prudký svah hornatiny Samařska.

## Dějiny
Jafit leží na Západním břehu Jordánu, jehož osidlování bylo zahájeno Izraelem po jeho dobytí izraelskou armádou, tedy po roce 1967. Jordánské údolí patřilo mezi oblasti, kde došlo k zakládání izraelských osad nejdříve. Takzvaný Alonův plán totiž předpokládal jeho cílené osidlování a anexi.
Vesnice byla založena roku 1980. Už 19. dubna 1977 rozhodla izraelská vláda, že zde zřídí novou zemědělskou osadu nazývanou pracovně Peca'el Dalet. K faktickému zřízení osady došlo v roce 1980.
Osadníky v novém mošavu byli zejména židovští přistěhovalci z Francie. Obyvatelé se zabývají zemědělstvím a dále provozem restaurace, turistických kiosků a benzinové stanice na nedalekém odpočívadle Mifgaš ha-Bik'a při dálnici číslo 90. Detailní územní plán obce umožňuje výhledovou kapacitu 200 bytů, z nichž zatím postaveno jen 60. Zároveň schváleno rozšíření územního plánu s rezervou 115 nových bytů (z nich zatím realizováno jen 10).
Počátkem 21. století nebyl Jafit stejně jako celá plocha Oblastní rady Bik'at ha-Jarden zahrnut do projektu Izraelské bezpečnostní bariéry. Izrael si od konce 60. let 20. století v intencích Alonova plánu hodlal celý pás Jordánského údolí trvale ponechat. Budoucnost vesnice zavisí na parametrech případné mírové dohody mezi Izraelem a Palestinci. Během druhé intifády nedošlo v osadě stejně jako téměř v celé oblasti Jordánského údolí k vážnějším teroristickým útokům. 7. srpna 2001 ale byl jeden místní občan zavražděn palestinskými útočníky, když se vracel domů po Transsamařské dálnici.

## Demografie
Obyvatelstvo obce Jafit je v databázi rady Ješa popisováno jako sekulární. Podle údajů z roku 2014 tvořili naprostou většinu obyvatel Židé (včetně statistické kategorie "ostatní", která zahrnuje nearabské obyvatele židovského původu ale bez formální příslušnosti k židovskému náboženství).
Jde o menší obec vesnického typu s dlouhodobě stagnující populací. K 31. prosinci 2014 zde žilo 136 lidí. Během roku 2014 registrovaná populace stoupla o 7,9 %.
| Rok            | 1983 | 1993 | 1994 | 1995 | 1996 | 1997 | 1998 | 1999 | 2000 |
| -------------- | ---- | ---- | ---- | ---- | ---- | ---- | ---- | ---- | ---- |
| Počet obyvatel | 75   | 121  | 124  | 132  | 100  | 109  | 114  | 118  | 125  |

| Rok            | 2001 | 2002 | 2003 | 2004 | 2005 | 2006 | 2007 | 2008 | 2009 | 2010 | 2011 | 2012 | 2013 | 2014 |
| -------------- | ---- | ---- | ---- | ---- | ---- | ---- | ---- | ---- | ---- | ---- | ---- | ---- | ---- | ---- |
| Počet obyvatel | 122  | 102  | 95   | 101  | 99   | 104  | 111  | 127  | 107  | 107  | 106  | 124  | 126  | 136  |